# Anno Lucis
Anno Lucis (doslova rok světla) je zednářský kalendářní systém počítající roky od roku 4004 př. n. l. Často je ho možné vidět na dokladech a deskách označujících datum založení stavby v letech AD a AL. Kalendář byl založen na datu, kterým bylo stanoveno stvoření světa (4004 př. n. l.) a datum se odvozuje přidáním 4000 let k roku o nějž se jedná; např. rok 2007 n. l. se tak převede na rok 6007 A.L. (Přepočet +4000 místo +4004 se začal používat od roku 1817.)
Rok podle letopočtu Anno Lucis začíná 1. březnem gregoriánského kalendáře. Tak 29. únor roku 2004 byl podle tohoto letopočtu 29 den 12 měsíce roku 6003, zatímco 1. březen roku 2004 byl prvním dnem prvého měsíce roku 6004.
Datový systém Anno Lucis vyvinul irský biskup James Ussher (1581 – 1656).